# Godkiller
Godkiller (v překladu z angličtiny vrah Boha) je jednočlenná monacká blackmetalová kapela s prvky industrial metalu a avantgarde metalu založená v roce 1994 multiinstrumentalistou Benjaminem Labarrèrem (známým pod pseudonymem Duke Satanaël) v Monte Carlu. V počátku kariéry měla více death metalové vyznění. 

Benjamin Labarrère mimo Godkillera působil i ve francouzské blackmetalové kapele Kristallnacht a také ve svém dalším projektu Uranium 235 (zde pod pseudonymem Nuclear Exterminator).
Debutové studiové album s názvem The End of the World vyšlo roku 1998 u Wounded Love Records. Kapela vydala k srpnu 2022 celkem 2 dlouhohrající desky.

## Diskografie
Dema
- Ad Majorem Satanae Gloriam (1994)[2]
- The Warlord (1995)[2]

Studiová alba
- The End of the World (1998)[3]
- Deliverance (2000)[3][1]

EP
- The Rebirth of the Middle Ages (1996)

Box sety
- Ad Majorem Satanae Gloriam / The Warlord (2021) – oficiální znovuvydání obou dem na 2 audiokazetách v počtu 100 ks u White Wolf Productions